# Errol Tobias
Errol George Tobias (Caledon, 18 marzo 1950) è un ex rugbista a 15 e allenatore di rugby a 15 sudafricano, mediano d'apertura; fu il primo giocatore coloured a indossare la maglia degli Springbok in pieno apartheid.

## Biografia
Di professione imprenditore nel ramo edile, Tobias praticava rugby a livello dilettantistico nella compagine dei Caledons, nell'attuale provincia del Capo Occidentale, e a livello provinciale rappresentò Boland in Currie Cup.
Nel maggio 1981, in pieno clima di apartheid, Tobias fu chiamato nella selezione degli Springbok che, prima di allora, avevano schierato sempre e solo giocatori bianchi, afrikaner o meno; tale convocazione sollevò unanimi controversie: da parte afrikaner che propugnava la segregazione razziale e non vedeva di buon occhio la presenza di giocatori di colore nella Nazionale maggiore, ma anche da parte coloured che sosteneva che un giocatore nero non dovesse legittimare lo statu quo prestandosi a scendere in campo per una Nazionale razzista e dalla quale non si sentivano rappresentati.
Tobias comunque rispose alla convocazione («non avevamo voce in capitolo, neppure votavamo: l'unica cosa che a quell'epoca volevo fare era giocare a rugby e dimostrare che un giocatore nero può essere bravo come, se non meglio, di uno bianco, e che se è bravo abbastanza ha il diritto di giocare») ed esordì contro l'Irlanda con una vittoria.
Dopo un ulteriore test match vide la sua terza convocazione nel 1984 contro l'Inghilterra, per il primo di due incontri con la selezione britannica, che nell'occasione vide anche l'esordio di un altro coloured, Avril Williams (zio del più famoso Chester); nel secondo di tali incontri mise a segno una meta e una trasformazione, e negli ultimi due test match che disputò, contro il Sudamérica XV, realizzò altri 16 punti.
Fu invitato anche nei Barbarians nel 1983, e dopo il ritiro si dedicò alla carriera da allenatore (guidò anche i Cavaliers per un paio di stagioni).